# Ligne de Frouard à Novéant
La ligne de Frouard à Novéant est une ligne ferroviaire française à écartement standard électrifiée qui relie les gares de Frouard, sur la ligne de Noisy-le-Sec à Strasbourg-Ville à proximité de Nancy, et de Novéant, sur la ligne de Lérouville à Metz-Ville. Utilisée par les relations de Nancy à Metz en trafic voyageurs, elle connaît un trafic fret très important compte tenu de l'industrie lourde implantée dans la vallée de la Moselle.
Elle constitue la ligne no 090 000 du réseau ferré national. Historiquement, elle constituait la ligne 12 dans l'ancienne numérotation SNCF des lignes de la région Est (Nancy – Longuyon et Metz).

## Historique
L'adjudication de l'embranchement de la ligne de Paris à Strasbourg en direction de Metz à la frontière de Prusse vers Sarrebruck, dont fait partie la ligne de Frouard à Novéant, est autorisée par une loi le 19 juillet 1845. La ligne est adjugée le 25 novembre 1845 à Messieurs Despans de Cubières, de Pellapra, duc de Galliera et Blacque-Belair. L'adjudication est approuvée par une ordonnance le 27 novembre suivant. La Compagnie du chemin de fer de Paris à Strasbourg est constituée dès le 13 novembre, mais c'est l'homologation de ses statuts par ordonnance royale le 17 décembre 1845 qui autorise sa substitution aux concessionnaires initiaux.
Inaugurée le 10 juillet 1850, la ligne Nancy – Metz est la plus ancienne ligne lorraine de chemin de fer à usage général (il existait déjà quelques lignes industrielles comme la voie à écartement de 1 130 mm qui, dès 1842, reliait sur 7 km l'usine sidérurgique de Hayange jusqu'à la Moselle).
Pendant la guerre franco-prussienne de 1870, les troupes germaniques ont construit un raccord temporaire à Pont-à-Mousson pour rejoindre la ligne Rémilly – Sarrebruck en contournant Metz.

## Infrastructure
Cette ligne est à double voie sur l'ensemble de son parcours ; entre Marbache et Dieulouard, il existe une troisième voie. Le profil est excellent, les déclivités ne dépassent pas 5 ‰. Le rayon des courbes descend localement à 600 m, les vitesses maximum sont comprises entre 125 et 150 km/h.
La ligne fait partie du Corridor européen C (Anvers – Bâle / Lyon) ; à ce titre, elle devait être équipée de l'ETCS niveau 1 à l'horizon 2018. Il semblerait que cet équipement ne soit toujours pas en place en 2023.

### Électrification
Cette ligne a été électrifiée en courant 25 kV – 50 Hz en trois étapes :
- le 22 avril 1959 entre Pagny-sur-Moselle et Novéant et entre Pagny-sur-Moselle et Vandières (projet Conflans-Jarny - Vandières) ;
- le 8 septembre 1960 entre Vandières et Pompey ainsi que le raccordement de Frouard (projet Vandières - Neufchâteau) ;
- le 15 décembre 1960 entre Frouard et Pompey (projet Pompey - Nancy - Varangéville).

L'alimentation est réalisée à partir de la sous-station de Vandières.